# Alice Town
Alice Town es una ciudad en las Bahamas. Se encuentra en la isla Bimini Norte y la población es de 300 habitantes según el censo de 2010.
Alice Town es el centro del comercio turístico en Bimini: hay varios hoteles, bares y restaurantes. Al norte de Alice Town se encuentra el asentamiento principal (donde vive la mayoría de los isleños) llamado Bailey Town. Al norte de Bailey Town se encuentra Porgy Bay.

## Transporte
La ciudad cuenta con el servicio del aeropuerto de South Bimini en las cercanías de Bimini Sur.